# 远囊狸藻
远囊狸藻（学名：Utricularia choristotheca）為狸藻屬多年生小型食虫植物。其种加词“choristotheca”来源于希腊语“choristos”和“theke”，意为“距离”和“囊”，指其分离的花药。远囊狸藻为苏里南和法属圭亚那的特有种，模式产地位于苏里南。其作为流水植物生长于滴水的花岗岩之间，海拔可至900米。1986年，彼得·泰勒最先描述了远囊狸藻。